# Sid Ali Amar
Sid Ali Amar (en arabe : سيد أعلي عمار) est un footballeur international algérien né le 27 juillet 1944 à Aïn Benian et mort le 11 août 2014 à Alger. Il évoluait au poste d'arrière gauche.
Il est le frère du footballeur international Mokrane Amar.

## Biographie

### En club
Il évoluait en première division algérienne avec le club du CR Belouizdad ou il a remporté de nombreux titres avec lui.

### En équipe nationale
Sid Ali Amar reçoit 4 sélections en équipe d'Algérie entre 1964 et 1973. Il joue son premier match en équipe nationale le 8 octobre 1964, contre la Roumanie olympique (victoire 1-0). Il joue son dernier match le 12 janvier 1973, contre le Ghana (défaite 2-0).
Il participe aux Jeux africains de 1973 à Lagos avec l'équipe d'Algérie.

## Palmarès
CR Belouizdad
| - Championnat d'Algérie (4) : - Champion : 1964-65, 1965-66, 1968-69 et 1969-70. - Coupe d'Algérie (3) : - Vainqueur : 1965-66, 1968-69 et 1969-70. |  | - Coupe du Maghreb des clubs champions (3) : - Vainqueur : 1969-70, 1970-71 et 1971-72. |